# Didiciea
Didiciea là một chi thực vật có hoa trong họ Orchidaceae.